# Verjni Chekon
Verjni Chekon (del ruso: Верхний Чекон) es un jútor del ókrug urbano de la ciudad-balneario de Anapa del krai de Krasnodar, en el sur de Rusia. Está situado en la orilla izquierda del río Chekon, afluente del Kubán, en las estribaciones de poniente del Cáucaso Occidental, 26 km al nordeste de la ciudad de Anapa y 114 km al oeste de Krasnodar. Tenía 120 habitantes en 2010.
Pertenece al municipio Pervomaiskoye.